# Cotoneaster nitidus
Cotoneaster nitidus är en rosväxtart som beskrevs av Nikolaus Joseph von Jacquin. Cotoneaster nitidus ingår i släktet oxbär, och familjen rosväxter.

## Underarter
Arten delas in i följande underarter:
- C. n. duthieanus
- C. n. parvifolius